# 和平隧道 (蘇花公路)
和平隧道是台灣花蓮縣秀林鄉和平村和中的一座公路隧道，位於台9丁線蘇花公路上，北口銜接和平橋。
第一代的和平隧道於民國39年（1950年）4月開通，嵌有「中華民國卅九年四月 和平隧道 譚嶽泉題」之名稱（譚嶽泉為當時的公路局長），長度80公尺，在原蘇花臨海道路的11號隧道北側；路線南行既經過姑姑子斷崖北端並通過10至8號隧道，其中8號隧道即為知名的象鼻隧道（光復後改為4號隧道）。
第二代的和平隧道於民國57年（1968年）開工，民國60年（1971年）6月25日竣工，長度839.3公尺；第二代隧道完工後路線截彎取直而將第一代隧道路段廢棄，車輛自此不須再行經姑姑子斷崖北端路段。

## 外部連結
- 太平洋上的時光隧道，日治時代的和平隧道 呂小妞游台灣 （页面存档备份，存于）
- 象鼻隧道沒找到，卻發現有超大落石和絕佳海景的古和平隧道 蕭凱烜 （页面存档备份，存于）
- 走進舊蘇花臨海公路-尋那歷史痕跡~象鼻隧道 健行筆記 （页面存档备份，存于）